# 수곡서원 (서울)
수곡서원 (서울)(秀谷書院)은 대한민국 서울특별시에 위치했었던 조선 시대의 서원이다. 1685년에 창건되었으며, 이의건(李義健), 조속(趙涑), 이후원(李厚源)을 제향했다가 서원철폐령으로 철폐되었다.